# Carol Montgomery
Carol Montgomery (Sechelt, 24 agosto 1965) è un'ex triatleta canadese.

## Carriera
Si è qualificata alle Olimpiadi di triathlon e dei 10.000 metri di atletica leggera nello stesso anno (Sydney 2000).

### Le Olimpiadi
Sydney 2000: Le prime olimpiadi vedono Carol Montgomery tra le favorite per una medaglia. Purtroppo la gara per Carol andrà diversamente a causa di un incidente nella frazione in bici che non le permetterà di concludere la gara e non le consentirà di partecipare alla gara dei 10.000 metri agli stessi giochi.
Atene 2004: Carol Montgomery si presenta ad Atene alla veneranda età di 39 anni. La gara sarà molto dura, con una frazione in bicicletta selettiva. Carol rimasta attardata nella frazione natatoria non riuscirà a recuperare in quella in bicicletta, ma porterà a termine la gara con un onorevole 35º posto assoluto.

## Titoli
- Campionessa dei Giochi del Commonwealth di triathlon (Élite) - 2002
- Campionessa panamericana di triathlon (Élite) - 1997, 2001
- Campionessa del mondo di duathlon (Élite) - 1993
- Triatleta canadese dell'anno - 1993
- Duatleta canadese dell'anno - 1993
- Inserita nella Hall of Fame del Triathlon Canadese - 2008